# Tramwaje w Nicei

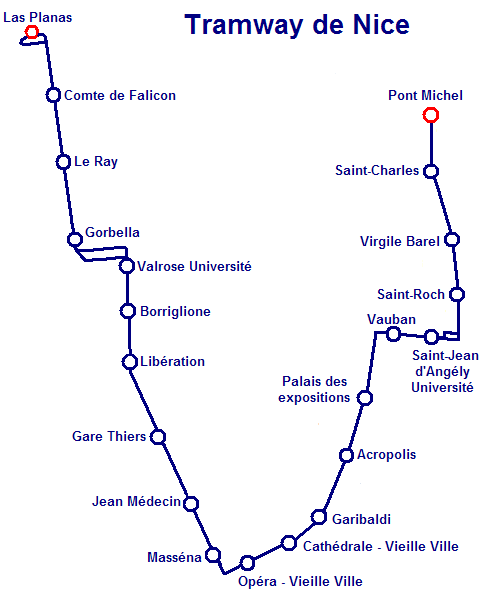
Schemat linii tramwajowej T1 w Nicei

Tramwaje w Nicei − system komunikacji tramwajowej działający w Nicei we Francji.

## Historia

### 1879−1953
Tramwaje konne w Nicei uruchomiono 27 lutego 1879. Linię tramwajową o szerokości toru 1000 mm wybudowała spółka Compagnie des Tramways de Nice et du Littoral (TNL). Rozszerzając sieć tramwajową wybudowano m.in. linię: Cagnes-sur-Mer – Nicea – Beaulieu – Monte Carlo – Mentona. W 1900 zelektryfikowano sieć tramwajową. W 1930 sieć tramwajowa liczyła 144 km długości. Wybudowano także linię do Cagnes, dokąd dochodziła linia tramwajowa z Cannes. Pierwszą linię tramwajową, która prowadziła wzdłuż wybrzeża, zamknięto w 1934. W kolejnych latach zlikwidowano większość sieci i w 1939 pozostały tylko 4 linie tramwajowe. W czasie II wojny światowej, po zarekwirowaniu autobusów przez wojsko, odbudowano dwie linie tramwajowe. Po zakończeniu wojny sieć tramwajowa była bardzo zużyta i w 1948 rozpoczęto proces zastępowania linii tramwajowych liniami trolejbusowymi. W 1953 zamknięto ostatnią linię tramwajową, którą zastąpiły trolejbusy.

### Po 2007
Pierwszą współczesną linię tramwajową o długości 8,7 km otwarto 24 listopada 2007. Na trasie znajduje się 21 przystanków. W dwóch miejscach na linii (Place Masséna i Garibaldi) tramwaje przejeżdżając przez te odcinki wykorzystują energię zgromadzoną w akumulatorach, na pozostałych częściach linii zastosowano zasilanie z napowietrznej sieci trakcyjnej o napięciu 750 V DC.
30 czerwca 2018 r. otwarto pierwszy odcinek linii T2 z CADAM do Magnan z 11 przystankami, a 15 grudnia 2018 r. jej odgałęzienie do obu terminali portu lotniczego Nice-Côte d'Azur. Linia T2 na całej długość korzysta z energii z superkondensatorów, ładowanych przez 20 sekund podczas postoju na każdym kolejnym przystanku.

## Plany rozbudowy sieci
Obecnie w planach jest przedłużenie istniejących linii oraz budowa kilku nowych. Obecna linia tramwajowa T1 ma zostać przedłużona z obecnej końcówki Pont Michel do La Trinité, a linia T2 od strony zachodniej do Port de Nice.  Planowane nowe linie:
- T3: Saint-Augustin - Lingostière
- T4: Saint-Augustin - Cagnes-sur-Mer

## Linie
Obecnie w Nicei istnieją dwie linie tramwajowe:
- T1 − Las Planas − Pont Michel
- T2 − Magnan - CADAM lub odnoga do portu lotniczego Nice-Côte d'Azur

## Tabor
W 1930 w eksploatacji znajdowało się 183 tramwaje silnikowe i 96 doczepne. W czasie II  wojny światowej 6 linii tramwajowych obsługiwało 48 tramwajów silnikowych i 22 wagony doczepne.
Do obsługi linii otwartej w 2007 zakupiono u francuskiego producenta Alstomu 20 tramwajów Citadis 302. Każdy tramwaj jest dwukierunkowy, całkowicie niskopodłogowy o długości 35 m i 2,65 m szerokości. W 2010 dostarczono kolejnych 8 tramwajów. Do końca 2012 roku przeprowadzono rozbudowę 15 tramwajów o dwa człony, przekształcając je w typ Citadis 402 o długości 44 m. Obsługę linii T2 zapewni docelowo 20 tramwajów Citadis 405.